# Daimler-Benz DB 600
La famille de moteurs Daimler-Benz DB 600, à 12 cylindres en V inversé, constitua la principale motorisation des avions de chasse allemands de la Seconde Guerre mondiale. La série commença avec le DB 600A en 1934, qui évolua par l'introduction de l'injection directe en DB 601 produit à 19 322 exemplaires, puis par une augmentation du régime et une hausse légère de la cylindrée en DB 605 (42 400 exemplaires produits). Par ailleurs, une version de très grosse cylindrée, le DB 603 de 44,5 litres, fut produite à 8 758 exemplaires en 36 versions.

## Historique

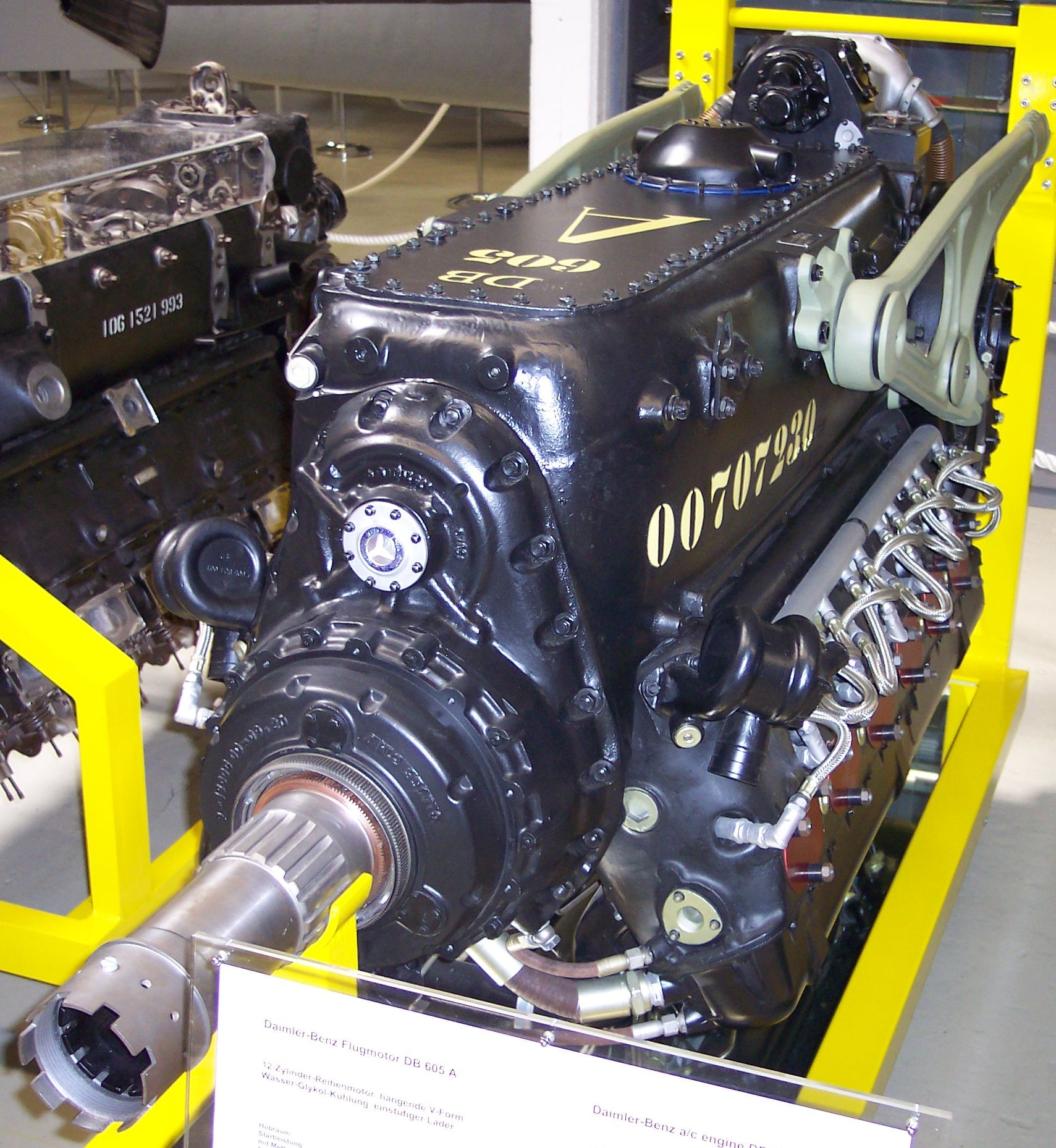
Un DB 605.

Formée en 1926 par le regroupement de Daimler-Motoren-Gesellschaft et de Benz & Cie, Daimler-Benz AG commença très tôt, en 1927, à produire des moteurs d'avion à refroidissement liquide à configuration en V, avec son modèle F2. L'étude pour son remplacement, commencée en 1932, mena à la création du DB 600A, dont la production débuta en 1937. Ce moteur de configuration V12 inversé développait 1 050 chevaux à un régime de 2 400 tours par minute. Grâce à un compresseur à un étage, il pouvait maintenir cette puissance jusqu'au-dessus de 4 000 mètres. L'alimentation en carburant d'indice d'octane à 87 (essence B4) était assurée par un carburateur à pression, situé entre le compresseur et les soupapes d'admission. Un dispositif de minuterie automatique permettait de fournir une pression d'admission supérieure de 10 % pendant une minute. Un Junkers Ju 90 équipé de quatre de ces moteurs put alors établir un record d'altitude avec une charge de dix tonnes, à 7 242 mètres, le 8 juin 1938. Certains des prototypes du nouveau chasseur Messerschmitt Bf 109 furent aussi dotés de ce moteur.
À l'exemple de Junkers, Daimler-Benz AG décida aussi d'adopter l'alimentation par injection directe du mélange, inventée par Bosch pour les moteurs Diesel, ce qui donna naissance au nouveau DB 601, plus puissant et fiable, qui remplaça alors son prédécesseur. Le compresseur était lui extrêmement novateur : au lieu de l'entraînement mécanique traditionnel avec des vitesses que le pilote changeait selon l'altitude, il utilisait une transmission oléohydraulique, réglée par un manomètre donnant une vitesse variable à l'hélice du compresseur, s'adaptant à l'altitude automatiquement. Ce système évitait de consommer de la puissance du moteur, contrairement aux compresseurs traditionnels, en fournissant une compression de façon plus souple et progressive, en fonction de la pression extérieure. Le moteur connut diverses variations pour optimiser ses performances, particulièrement en altitude, en utilisant par exemple du carburant C3 à plus haut indice d'octane (indice d'octane à 100) et des vitesses différentes pour son compresseur. L'introduction du DB 601E et de ses dérivés F et G amena la pressurisation du circuit de refroidissement, retardant l'ébullition du liquide, ce qui évitait la surchauffe et permettait d'utiliser le moteur plus longtemps à haut régime.

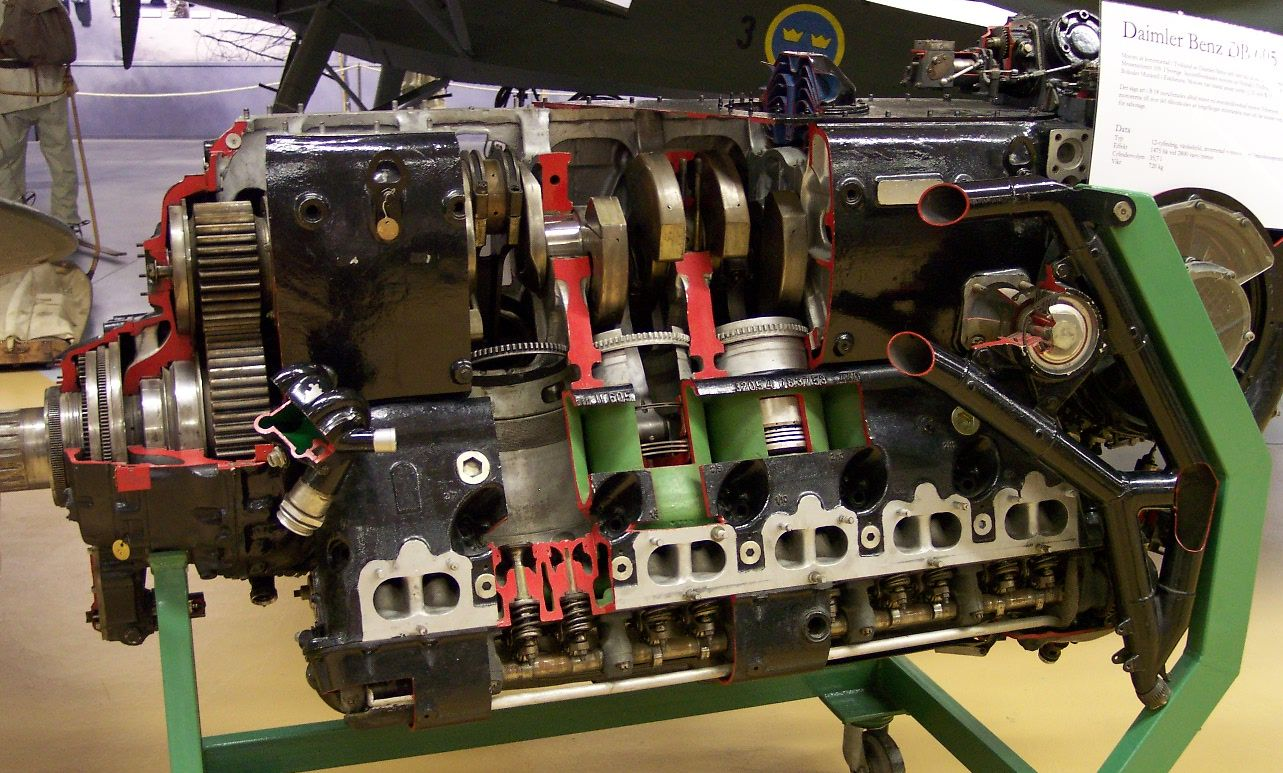
Coupe d'un DB 605.

Du fait de la faiblesse de leur industrie pétrolière, contrairement aux Alliés, les Allemands ne pouvaient pas augmenter la puissance de leurs moteurs par l'élévation de l'indice d'octane du carburant ; l'amélioration des moteurs Daimler-Benz passa donc par l'augmentation de la cylindrée et du régime moteur. Le DB 603 explora la voie franche de l'augmentation de cylindrée par le réalésage et l'augmentation de la course des pistons, mais, plus lourd, il fut surtout employé dans les bimoteurs. Le DB 605 prit une approche différente et plus payante : en retravaillant la forme des têtes de cylindre et des pistons, ainsi que le fonctionnement des soupapes, la cylindrée utile fut maximisée et le régime moteur grandement augmenté.

## Description et caractéristiques
A l'exception du DB 604, toute la série des moteurs utilise la configuration classique en Allemagne du V inversé. Les douze cylindres possèdent chacun quatre soupapes, avec une chambre interne de sodium pour le refroidissement. Le bloc moteur est coulé d'une seule pièce dans un alliage silumin-Gamma, dans lequel les chemises en acier durci des cylindres viennent se visser. Le vilebrequin est forgé en acier et en une seule pièce, avec des contre-poids pour son équilibrage ; il repose sur sept paliers en bronze renforcé d'acier. Les pistons, eux, sont en alliage d'aluminium et sont pourvus de segments flottants. L'injection est assurée par douze pompes à haute pression, montées entre les cylindres et alimentées par une pompe de transfert Graitzin. Deux magnétos Bosch pour douze cylindres assurent l'allumage. Le réducteur d'hélice est très compact, avec seulement trois pignons dont deux imbriqués, ce qui facilite la mise en place d'un capot aérodynamique ; il est percé en son centre pour permettre l'installation d'un canon tirant au travers de la casserole d'hélice.

## Versions

### DB 600
Cylindrée 33,9 litres, carburateur.
- DB 600A
- DB 600B
- DB 600C

### DB 601
Cylindrée 33,9 litres, injection directe.
- DB 601A-1 : essence B4, 1 100 ch à 0 m et 1 020 ch à 4 500 mètres, régime 2 400 tr/min.
- DB 601Aa : essence B4, 1 175 ch à 0 m à 2 500 tr/min et 1 100 ch à 3 700 m à 2 400 tr/min.
- DB 601B-1 : version du A1 pour le Messerschmitt Bf 110.
- DB 601Ba : version du Aa pour le Bf 110 et le Dornier Do 215.
- DB 601N : essence C3, 1 200 ch à 0 m à 2 600 tr/min et 1 160 ch à 4 900 m à 2 600 tr/min.
- DB 601P : version du N pour le Bf 110 et le Do 215.
- DB 601E : essence B4, 1 350 ch à 0 m à 2 700 tr/min et 1 320 ch à 4 800 m à 2 700 tr/min.
- DB 601F : version du E pour le Bf 110 et le Messerschmitt Me 210.
- DB 601G : version du E pour le Bf 110 et le Me 210.

### DB 603
Cylindrée portée à 44,5 litres, moteur 30 % plus gros qu'un DB 601.
- DB 603A : première version, 1 750 ch à 2 700 tr/min à 0 m, essence B4.
- DB 603AA : DB 603A optimisé pour la haute altitude avec le montage du compresseur du DB 603G, essence B4, 1 670 ch.
- DB 603E : version du A avec compresseur à deux étages, 1 800 ch à 2 700 tr/min à 0 m, essence B4.
- DB 603G : version du E à essence C3 (octane 100), 1 900 ch à 2 700 tr/min à 0 m.
- DB 603N : version du G avec échangeur, 2 000 ch à 2 750 tr/min à 0 m, essence C3.
- DB 603U : version du N avec turbocompresseur, 2 800 ch à 3 000 tr/min à 0 m et 1 530 ch à 9 200 m à 2 900 tr/min, essence C3.

### DB 604
Le DB 604 était unique parmi les moteurs de la série DB 600. Ce n'était pas un V12 inversé, mais un moteur en "X-24" (en), il disposait de quatre rangées en X de six cylindres en ligne, configuration que l'on retrouve dans le Rolls-Royce Vulture. Le DB 604 était également unique parmi les moteurs de la série 600, dans le sens qu’il n’était pas conçu comme un développement ultérieur des moteurs Daimler-Benz existants.
Le DB 604 était un tout nouveau moteur Daimler-Benz présentant un rapport de course et d'alésage parfaitement carré de 135 × 135 mm. Le rapport de course court a permis un régime moteur relativement élevé de 3 200 tr/min. Le premier moteur testé en 1939 sur le banc d’essai a atteint une puissance de 1 725 kW (2 350 ch).
Le développement de ce moteur prometteur a été annulé par le Ministère de l'Aviation du Reich en septembre 1942.
- (en) Cet article est partiellement ou en totalité issu de l’article de Wikipédia en anglais intitulé « Daimler-Benz DB 604 » (voir la liste des auteurs).

### DB 605
Cylindrée 35,7 litres.
- DB 605A : première version, 1 475 ch à 2 800 tr/min et une pression d'admission de 1,42 ATA à 0 m, essence B4. Du fait d'un défaut d'allumage intempestif des bougies Bosch  DW 250ET7 et de défauts sur les pistons, ce moteur fut bridé dans un premier temps pour une pression d'admission maximum de 1,3 ATA, ne délivrant alors plus que 1 300 ch à 0 m. Ce problème fut résolu par l'adoption de nouvelles bougies Bosch DW 250ET7/1, puis Bosch DW 250ET7/1A, permettant au DB 605A de retrouver sa pression d'admission initiale.
- DB 605A (construction suédoise) : il ne s'agit pas ici d'une version particulière du DB 605A, mais de moteurs construits sous licence en Suède ; réglés et utilisés pour fonctionner avec de l'essence à 100 d'octane ; 1 700 ch à 1,65 ATA au niveau de la mer ; testé ainsi après-guerre.
- DB 605AM : DB 605A équipé du dispositif MW 50.
- DB 605B : version du DB 605A pour les bimoteurs Messerschmitt Bf 110 et Me 210.
- DB 605AS : DB 605A optimisé pour la haute altitude avec le montage du compresseur du DB 603 ; essence B4, 1 435 ch.
- DB 605ASM : DB 605AS équipé du MW 50, 1 800 ch, essence B4.
- DB 605D (1942) : premier prototype de la version D, moteur entièrement revu et régime du compresseur augmenté, 1 550 ch.
- DB 605D-2 : deuxième prototype de la version D, compresseur du DB 603 ; 1 435 ch et essence C3.
- DB 605DM : version de série basée sur le DB 605D-2, bien qu'alimenté par de l'essence B4 et aux bougies différentes (bougies Bosch DW250ET10/1) ; équipé en standard du dispositif MW 50 ; 1 850 ch avec injection de MW 50 et une pression d'admission de 1,80 ATA.

À partir de la fin 1944, tous les moteurs de la lignée DB 605 étant dotés en standard du dispositif MW 50, la désignation des moteurs fut revue et la lettre M désignant un moteur doté de ce dispositif disparut. Les lettres B et C indiquent l'essence utilisée.
- DB 605ASB : nouvelle désignation du moteur DB 605 ASM.
- DB 605ASC : adaptation du DB 605ASB pour le carburant C3 par l'utilisation de bougies différentes de la version ASB.
- DB 605DB : nouvelle désignation du moteur DB 605DM.
- DB 605DC : version de série du DB 605D-2 avec de nouvelles bougies (bougies Beru F280 E43), 2 000 ch avec injection de MW 50 et une pression d'admission à 1,98 ATA.
- DB 605L : version du D avec compresseur à deux étages, 1 700 ch au niveau de la mer avec MW 50 et pression d'admission de 1,75 ATA ; 1 350 ch dans les mêmes conditions à 9 600 m ; prototype et présérie seulement, du fait de la fin de la guerre, utilisé sur le Bf 109 K 14 avec une hélice quadripale.
- DB 605E : projet, version du 605DB pour le Messerschmitt Bf 110.

### DB 606
.

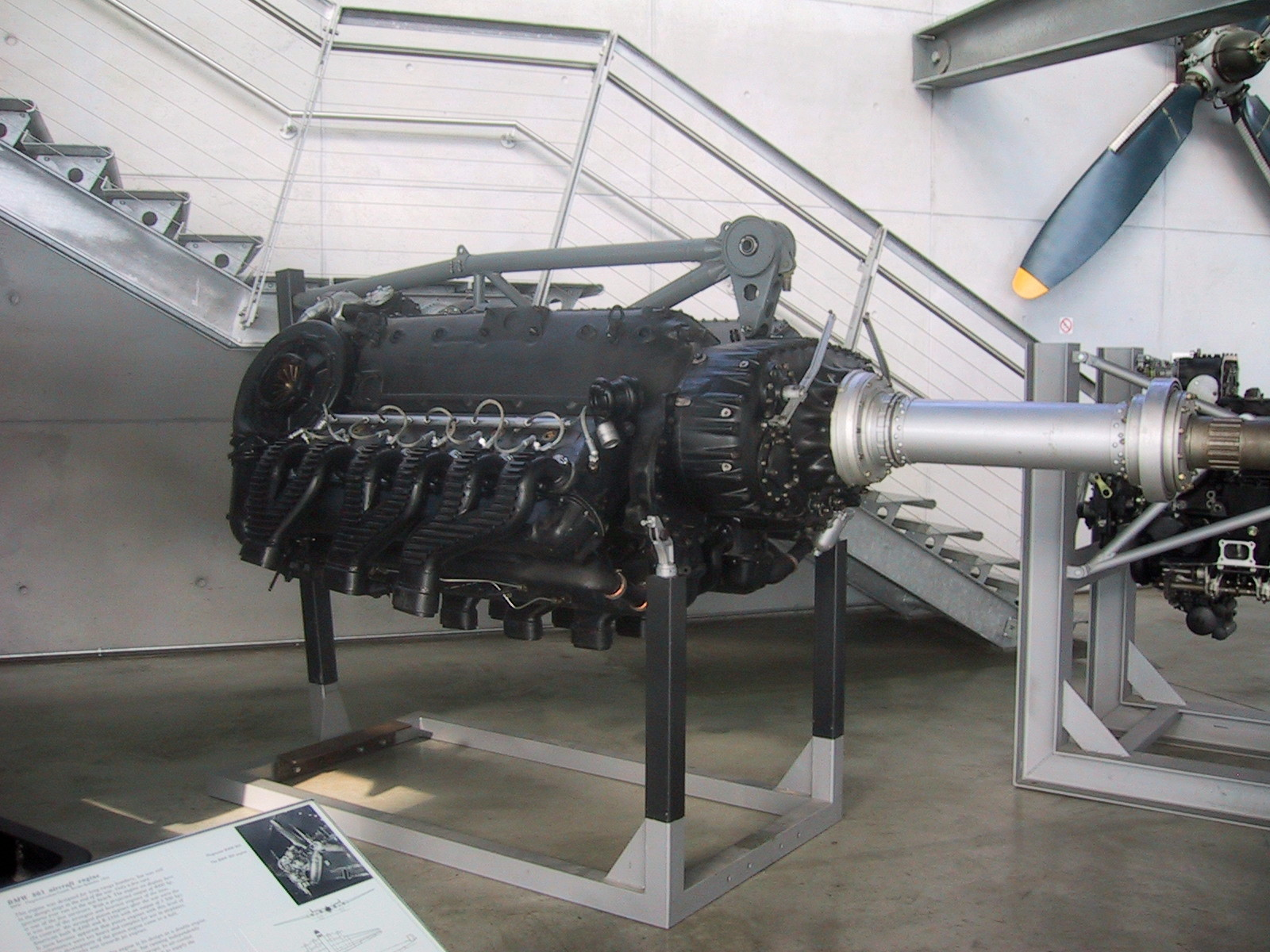
Un DB 610.

Deux DB 601F ou 601G couplés par le réducteur d'hélice pour le Heinkel He 177.

### DB 610
Deux DB 605 couplés par le réducteur d'hélice pour le Heinkel He 177.